# Меликов, Сергей Алимович
Серге́й Али́мович Ме́ликов (лезг. Сергей Алиман хва Меликов; род. 12 сентября 1965, Орехово-Зуево, СССР) — российский государственный и военный деятель. Глава Республики Дагестан с 14 октября 2021 (врио 5 октября 2020 — 14 октября 2021). Секретарь Дагестанского регионального отделения партии «Единая Россия» с 9 июня 2021.
Полномочный представитель Президента Российской Федерации в Северо-Кавказском федеральном округе с 12 мая 2014 по 28 июля 2016. Первый заместитель директора Федеральной службы войск национальной гвардии Российской Федерации — главнокомандующего войсками национальной гвардии России с 28 июля 2016 по 27 сентября 2019. Сенатор Российской Федерации — представитель от исполнительной власти Ставропольского края с 27 сентября 2019 по 5 октября 2020. Действительный государственный советник Российской Федерации 1-го класса (2014). Генерал-полковник (2016).
Находится под персональными санкциями всех стран Европейского союза, Великобритании, США, Австралии, Украины, Новой Зеландии.

## Биография
Родился 12 сентября 1965 года в подмосковном городе Орехово-Зуево в семье военнослужащего внутренних войск.

### Образование
В 1986 году окончил Саратовское высшее военное командное Краснознаменное училище внутренних войск МВД СССР имени Ф. Э. Дзержинского по специальности командир взвода мотострелковых войск, преподаватель начальной военной подготовки.
В 1994 году окончил факультет пограничных и внутренних войск Военной академии имени М. В. Фрунзе. После завершения обучения переведён в Северо-Кавказский округ внутренних войск МВД России.
В 2011 году окончил Военную академию Генерального штаба Вооружённых Сил Российской Федерации.

### Военная служба во внутренних войсках
В 1986 году окончил Саратовское высшее военное командное Краснознаменное училище внутренних войск МВД СССР имени Ф. Э. Дзержинского по специальности офицер мотострелковых войск
С 1986 года после окончания Саратовского военного училища по распределению направлен офицером для прохождения военной службы в отдельную бригаду Управления внутренних войск МВД СССР по Украине и Молдавии, службу проходил во Львове, Одессе, с училища был членом КПСС.
С 1994 по 1995 год занимал должности старшего помощника начальника штаба полка, а затем командира батальона дивизии оперативного назначения.
С 1995 года — старший офицер отделения войсковой разведки отдела разведки штаба.
С 1996 года — начальник штаба — заместитель командира полка оперативного назначения дивизии оперативного назначения (1996—1997).
В 1994—1996 годах принимал участие в первой чеченской войне.
С 1996 года также имеет право ношения крапового берета.
В 1997 году назначен на должность заместителя командира, в 1998 году — командира 2-го полка Отдельной дивизии оперативного назначения внутренних войск МВД России.
В марте 2001 года занял должность заместителя командира этой дивизии, в июне 2002 года стал её командиром.
В апреле 2008 года Меликов назначен на должность начальника штаба — первого заместителя командующего войсками Центрального регионального командования внутренних войск МВД России.
В 2011 году он окончил Военную академию Генерального штаба Вооружённых Сил Российской Федерации, 31 августа того же года указом Президента России назначен на должность командующего Объединённой группировкой войск (сил) по проведению контртеррористических операций на территории Северо- Кавказского региона РФ — первого заместителя командующего войсками Северо-Кавказского регионального командования внутренних войск МВД России.
8 мая 2014 года был назначен на должность первого заместителя начальника главного штаба внутренних войск МВД России. Возглавлял штаб генерал-полковник Сергей Бунин.

### Служба в Росгвардии
Указом Президента Российской Федерации от 26 августа 2016 г. № 434 Меликову было присвоено воинское звание «генерал-полковник».
В июле 2016 года назначен первым заместителем директора Федеральной службы войск национальной гвардии Российской Федерации — главнокомандующего войсками национальной гвардии Российской Федерации «Росгвардии» (В. В. Золотова).
В июне 2019 года подал рапорт об отставке с должности первого заместителя директора Федеральной службы войск национальной гвардии Российской Федерации

### Государственная служба
12 мая 2014 года назначен на должность полномочного представителя Президента Российской Федерации в Северо-Кавказском федеральном округе.
12 мая 2014 года он был включён в Совет Безопасности Российской Федерации, а президентским указом от 12 июня он был уволен с военной службы с 12 мая 2014 года в звании генерал-лейтенанта.
Также Меликову был присвоен классный чин действительного государственного советника Российской Федерации 1 класса.
28 июля 2016 года освобождён от должности полномочного представителя Президента в Северо-Кавказском федеральном округе и назначен первым заместителем директора Федеральной службы войск национальной гвардии Российской Федерации — главнокомандующего войсками национальной гвардии Российской Федерации. Указом президента от 12 августа 2016 года исключён из числа членов Совета Безопасности.
В 2017 году РБК сообщало о рассмотрении назначения Сергея Меликова главой республики Дагестан.
27 сентября 2019 года Губернатор Ставропольского края Владимир Владимиров назначил Сергея Меликова сенатором Совета Федерации от Ставропольского края. 5 октября 2020 года полномочия были досрочно прекращены.
Входит в попечительский совет Фонда имени Героя России генерала-полковника Анатолия Александровича Романова.

### Глава Республики Дагестан
5 октября 2020 года указом Президента России назначен временно исполняющим обязанности Главы Республики Дагестан. 14 октября 2021 года избран Главой Республики Дагестан.

## Критика
Ряд российских СМИ в феврале 2021 года писали, что Меликов якобы оказывал поддержку и способствовал продвижению по службе своему давнему сослуживцу генерал-лейтенанту Сергею Милейко, подозреваемому в коррупции при получении госзаказа по пошиву формы для Росгвардии у ООО «Спецшвейснаб» по ценам в 2-3 раза выше, чем у конкурентов. Ущерб государству оценивается примерно в 1 млрд рублей. В 2019 году после соответствующей служебной проверки со стороны руководства Росгвардии Сергей Милейко покинул свой пост.
В 2015 году на имя жены Меликова была оформлена квартира в жилом комплексе премиум-класса «Новый Арбат» стоимостью более 100 млн рублей. Никакого бизнеса ни сам Меликов, ни его жена не имели, в сумме за 10 лет общий доход супругов составил 66,6 млн рублей, включая продажу двух квартир в Марьино за 33 млн. При этом квартиры в Марьино были проданы через 9 месяцев после приобретения квартиры в «Новом Арбате». В это время Меликов занимал пост полпреда президента в СКФО и СМИ связывают приобретение недвижимости с лоббированием Меликовым интересов теневого алкогольного бизнеса Северного Кавказа либо с лоббированием интересов одного из кланов в борьбе за передел сфер влияния в Дагестане.
В марте 2021 года федеральные СМИ оценивали политустойчивость Сергея Меликова как среднюю, отмечая, что он занимает прочные позиции за счёт практически полного отсутствия существенных элитных конфликтов.
В 2017 году в Уфе появилась улица, носящая имя отца Сергея Меликова. Решение было принято депутатами городского собрания Уфы в ответ на обращение войсковой части № 6795 ПФО войск Росгвардии в администрацию Уфы о присвоении имени полковника Меликова одной из улиц башкирской столицы. Сообщается, что Алим Нур-Магомедович Меликов с 1970 по 1973 год возглавлял штаб войсковой части № 6520, а затем до 1983 года командовал ею. Согласно сайту Росгвардии, он командовал уфимской частью с 1973 по 1986 годы. Тем не менее в 2021 году было принято решение о переименовании улицы. Общественники сообщили, что при всём уважении к Алиму Меликова, нужно признать, что он не жил на этой улице и с его именем у этой части города ничего не связано, а Миловская — подходит идеально, ведь как раз по ней город соединяется с Уфимским районом и посёлком Миловка.
Многие эксперты отмечают эффективность первых шагов врио Главы РД на новом посту, в том числе политолог Ольга Грабовец среди достижений Сергея Меликова выделяет обновление кадров в правительстве Дагестана и построение собственной команды. По её мнению, эти же решения врио главы Дагестана определили круг возникших проблем в республике — ротации в правительстве послужили появлению несогласных. Руководитель Центра политических исследований и технологий Григорий Киселёв считает, что приход Сергея Меликова в Дагестан обернулся кардинальным изменением архитектуры власти. «Прежде всего он запомнится смещением сильного татарского лобби, причём без видимых конфликтов, недовольства, что говорит о Меликове как о грамотном стратеге и мастере переговоров на высоком уровне. Очевидно, процесс происходил при поддержке Москвы, следовательно также у врио главы республики есть влиятельные связи для такой поддержки», — подчеркнул Григорий Киселев. Эксперт Андрей Решетов считает, что Дагестан при Сергее Меликове кардинально не изменился для всей России, но некоторые позитивные моменты его первых ста дней правления можно выделить. Прежде всего речь о грамотной интеграции в Дагестан с собственной командой, без серьёзных конфликтов, как это было в других субъектах. Также начинает разрушаться стереотип о Кавказе — ключевые места отдаются не по национальным или родственным признакам.
С другой стороны, Олег Иванов, руководитель «Центра урегулирования социальных конфликтов», обобщая множество претензий в адрес текущей работы Меликова, написал в «Собеседнике», что за время его руководства, «проблемы Дагестана не только не решались, но даже усугублялись». Среди этих проблем упоминаются пандемия COVID-19, по которой положение в Дагестане хуже, чем в среднем по России, неэффективность власти в борьбе с наркоторговлей и коррупцией в правоохранительных органах. Не решаются, а обостряются инфраструктурные проблемы, например разрушение системы водоотведения, очистки воды и канализации, а также отсутствие системы вывоза и переработки мусора. Из-за огромной задолженности, возникшей по вине местных коммунальных компаний Газпром готов отказаться от своих активов в этом регионе и передать их казённому предприятию, поскольку усилия Газпрома по наведению порядка «не находят должной поддержки со стороны органов исполнительной власти Дагестана». Также Меликову пока не удалось справиться с террористическим подпольем в республике.
В то же время политический обозреватель Эдуард Уразаев в целом даёт положительную оценку деятельности Сергея Меликова. При этом подчеркивает, что против нынешнего главы региона в различных СМИ и телеграм-каналах ведётся «информационная война заказного характера».

## Семья
Отец — Алим Нур-Магомедович Меликов (1932—2012), полковник в отставке, занимал должность командира бригады внутренних войск МВД СССР. По национальности лезгин.
Мать — Татьяна Николаевна — педагог по образованию. По национальности русская.
Старший брат — Михаил Алимович Меликов (родился 2 февраля 1958 года), генерал-майор запаса, окончил Ленинградское общевойсковое командное училище, служил на различных должностях вплоть до командира батальона в Воздушно-десантных войсках. Позже переведён во Внутренние войска МВД России, командовал полком Внутренних войск в Ярославле. В 1998—1999 годах — командир 1-го Полка оперативного назначения Отдельной дивизии оперативного назначения внутренних войск МВД России, в 1999—2001 — командир 1-го полка специального назначения «Витязь» Внутренних войск МВД России, председатель общественной организации ветеранов подразделений специального назначения, командовал 100-й дивизией оперативного назначения Внутренних войск МВД РФ (Новочеркасск).
Супруга — Галина Анатольевна Меликова (1961—2024), военврач, лейтенант медицинской службы в запасе. Скончалась 2 февраля 2024 года.
- Сын — Михаил Сергеевич Меликов. По состоянию на июль 2018 года обучался в Военном университете Министерства обороны.
- Пасынок — Дмитрий Александрович Серков (1981—2007), проходил службу в 1-м Краснознамённом отряде специального назначения «Витязь», являлся командиром штурмовой группы 1-го взвода 1-й группы подразделения; погиб 2 августа 2007 года в Дагестане в ходе выполнения боевой задачи, в декабре 2007 года ему посмертно было присвоено звание Героя России[6].

## Санкции
30 ноября 2022 года, на фоне вторжения России на Украину, Великобритания внесла Меликова в санкционный список, отмечая что управляемый им регион «один из самых бедных этнических республик России, из которых было призвано значительное количество мобилизованных».
24 февраля 2023 года Госдепом США Меликов включён в санкционный список лиц причастных к «осуществлению российских операций и агрессии в отношении Украины, а также к незаконному управлению оккупированными украинскими территориями в интересах РФ», в частности за «призыв граждан на войну в Украине».
По аналогичным основаниям Меликов включён в санкционные списки Австралии, Украины и Новой Зеландии.

## Звания и награды
- Действительный государственный советник Российской Федерации 1-го класса (2014).
- Генерал-полковник (2016)

Удостоен ряда государственных и ведомственных наград, среди них:
- орден «За заслуги перед Отечеством» IV степени с изображением мечей[5][6][7];
- орден Александра Невского[7];
- орден «За военные заслуги»[5][6];
- орден Мужества[5][6];
- орден Почёта[5][6];
- имеет право ношения крапового берета (Россия);
- орден имени Ахмата Кадырова (2014) — за заслуги в развитии государственности, большой вклад в дело защиты интересов отечества, поддержание законности и правопорядка на территории Чеченской Республики[45];
- орден «За заслуги перед Республикой Дагестан» (2017)[46];
- орден «За заслуги перед Запорожской областью» I степени (2025)[47];
- медали[5][6].